# Naomi Battrick
Naomi Faye Battrick, född 11 juli 1991 i Kettering i Northamptonshire, är en brittisk skådespelerska.

## Rollista i urval
- 2009 – My Almost Famous Family (TV-serie)
- 2012 – Blood
- 2016 – Brimstone
- 2016 – Whisky Galore!
- 2017–2019 – Jamestown (TV-serie)
- 2018 – En engelsk skandal (TV-serie)
- 2020 – The Postcard Killings
- 2022 – His Dark Materials (TV-serie)
- 2022 – The Serpent Queen (TV-serie)